# Perișani, Vâlcea
Perișani este satul de reședință al comunei cu același nume din județul Vâlcea, Muntenia, România. Această așezare este menționată într-un document emis de Mihai Viteazul în anul 1594, prin care îi sunt întărite lui Oprea cu fiii săi mai multe proprietăți și schimburi :„ Și iar să-i fie lui Dumitru și fratelui său ocină la Pereani, toate părțile de ocină ale lui Ivașco logofătul din Boișoara, oricît se va alege de peste tot hotarul, din câmp și din pădure și din apă și din vatra satului, pentru că a dat Ivașco logofătul de a lui bunăvoie, pentru sufletele copiilor săi, numele lor Radu și Stoica, ca să le fie pomană în veacurile nesfârșite. Și au înfrățit și au dăruit acești numiți oameni aceste ocine mai sus-zise de a lor bunăvoie și cu știrea tuturor megiașilor din jurul locului și cu știrea tuturor fraților lor și dinaintea domniei mele”.
[1] Marinoiu, C. (2001), Toponimia Țării Loviștei, Editura Vestala, București,p.134

## Vezi și
- Biserica de lemn din Perișani

 Acest articol despre o localitate din județul Vâlcea este deocamdată un ciot. Puteți ajuta Wikipedia prin completarea lui.